# Bakovići (Czarnogóra)
Bakovići (cyr. Баковићи) – wieś w Czarnogórze, w gminie Kolašin. W 2011 roku liczyła 130 mieszkańców.